# 한양대역 (안산)
한양대(에리카 캠퍼스)역(Hanyangdae(Erika Campus)Station, 漢陽大(에리카 캠퍼스)驛)은 대한민국 경기도 안산시 사동에 건설 중인 신안산선의 전철역이다.

## 연혁
- 2020년 1월 30일: 착공
- 2026년 12월: 개통(예정)

## 역 주변
- 한양대학교 ERICA캠퍼스
- 안산호수공원

## 인접한 역
| 신안산선         | 신안산선        | 신안산선  |
| ---------------- | --------------- | --------- |
| 중앙 여의도 방면 | ● 신안산선 급행 | 시·종착역 |
| 호수 여의도 방면 | ● 신안산선      | 시·종착역 |